# Babiana tritonioides
Babiana tritonioides är en irisväxtart som beskrevs av Gwendoline Joyce Lewis. Babiana tritonioides ingår i släktet Babiana och familjen irisväxter. Inga underarter finns listade i Catalogue of Life.